# サーチライト

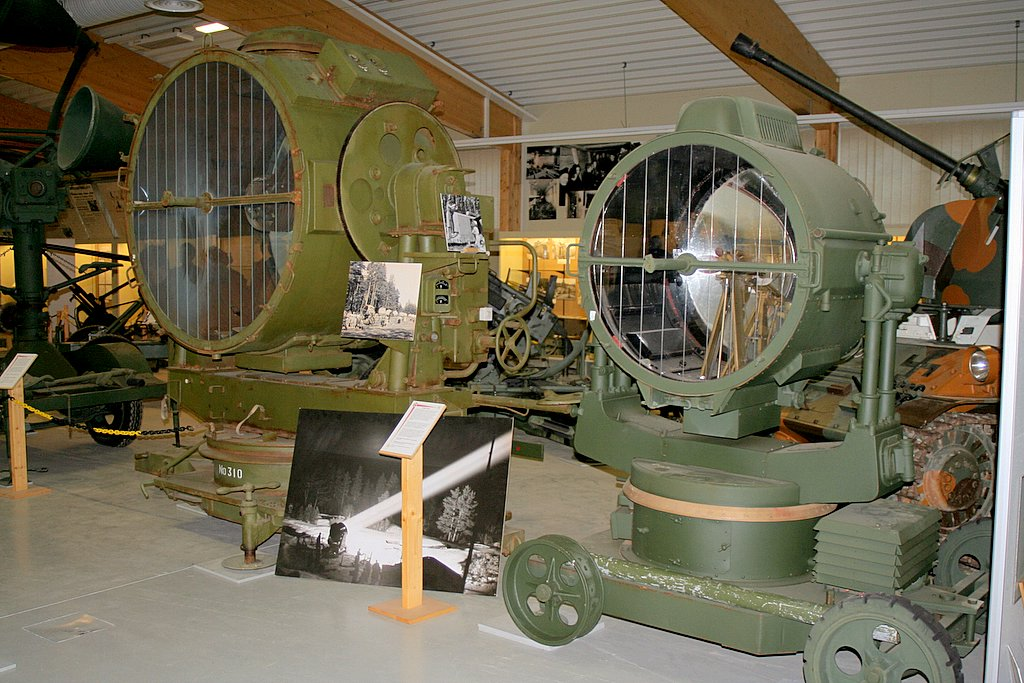
フィンランドの博物館で展示される、第二次世界大戦時のサーチライト

サーチライト（英：searchlight）は、照明器具の一種で、特定の方向に強力な光線（ほぼ平行光線）を投射するための反射体を有する装置。通常、上下左右に振ることの出来る経緯台に取り付けられている。日本では大日本帝国陸軍が主に照空灯（照空燈、しょうくうとう）と、陸軍船舶部隊および大日本帝国海軍が主に探照灯（探照燈、たんしょうとう）と称していた。自衛隊ではサーチライトに統一している。

## 軍事利用

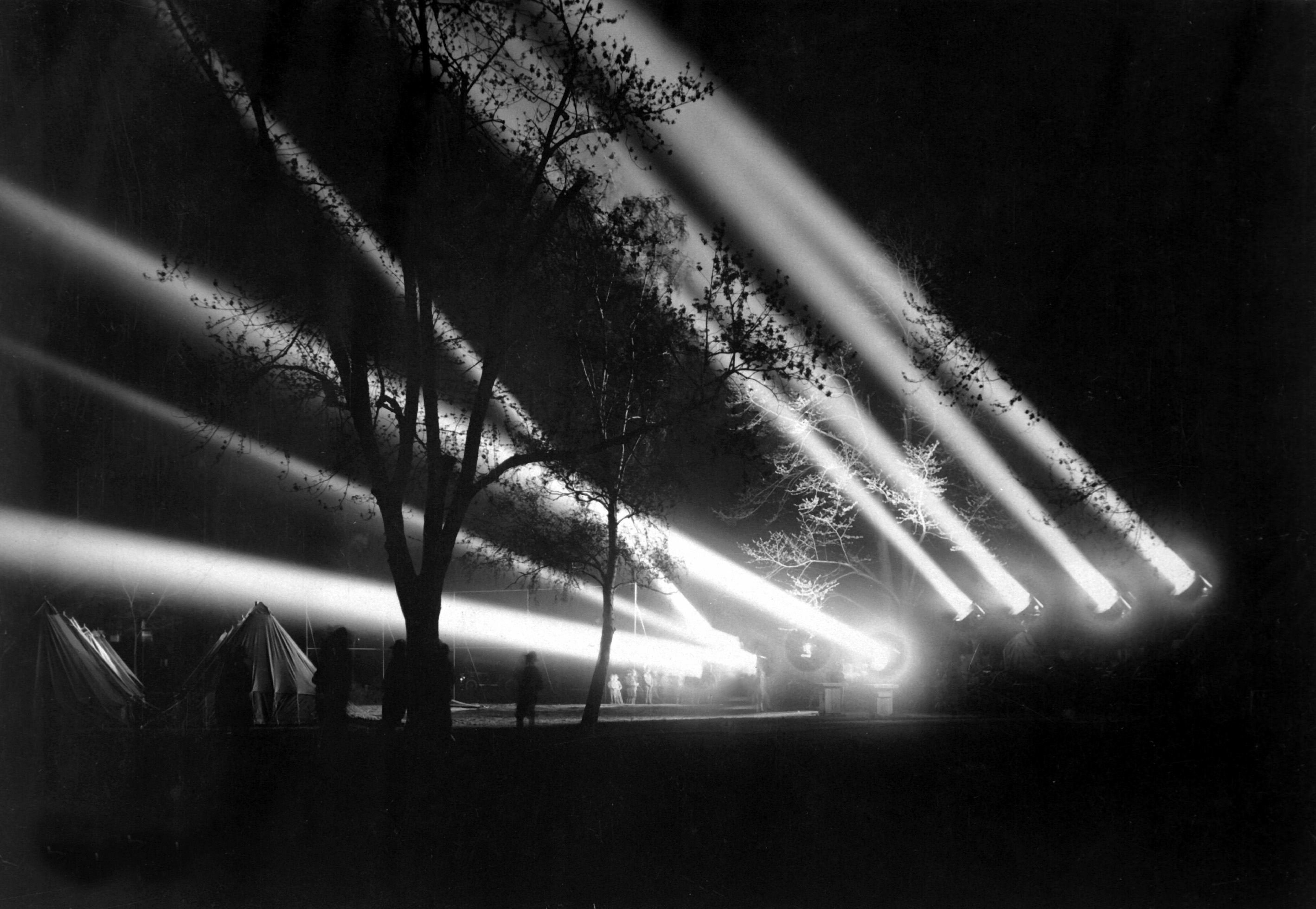
1918年、アメリカにて防空用に使用されるサーチライト

サーチライトの軍事利用は、19世紀後半に始まった。
日露戦争においてロシア帝国軍は、夜間戦闘に備えて多くの沿岸砲台にサーチライトを設置し、旅順港閉塞作戦にて日本海軍を効果的に撃退した。第一次世界大戦では、夜間戦闘の機会を増やす「人工の月光」を作るために用いられた。この「人工の月光」は、J.F.C.フラー将軍（Gen. J.F.C. Fuller）によって発明された。
第二次世界大戦では特に航空機による夜間爆撃に対する防空手段としてサーチライト（照空灯）は広く使われた。欧州戦線では大戦初期には既に最新技術としてレーダーが存在していたものの、信頼性や配備数や攻撃方法などの関係から、サーチライトは目視による早期警戒のため、また、戦闘機の操縦士や高射砲/高射機関砲の射手がターゲットとする爆撃機を照らすために用いられた。大型の爆撃機は機動性が悪く、爆撃コースに入ったら回避運動ができないため、投射された光から脱することは難しく、戦闘機や高射砲の格好の的となった。また、強い光には、爆撃機の乗員に対する心理的効果や光学照準器を使用不能にする効果もあった。
弱点は、点灯中は光源が非常に目立つために直接照射されていない敵からほぼ確実に集中攻撃を受けることである。ただし、これを逆手にとって照射をおとりとして使うこともあったとされる。
現代では暗視装置やレーダーの発達に伴い照準合わせには利用されなくなったが、捜索救難や警告・目くらまし用として利用されている。
軍事パレードや国家的行事などの演出としても使用され、アルベルト・シュペーアによってナチス党大会で使用された例などがある。

## 民生用途

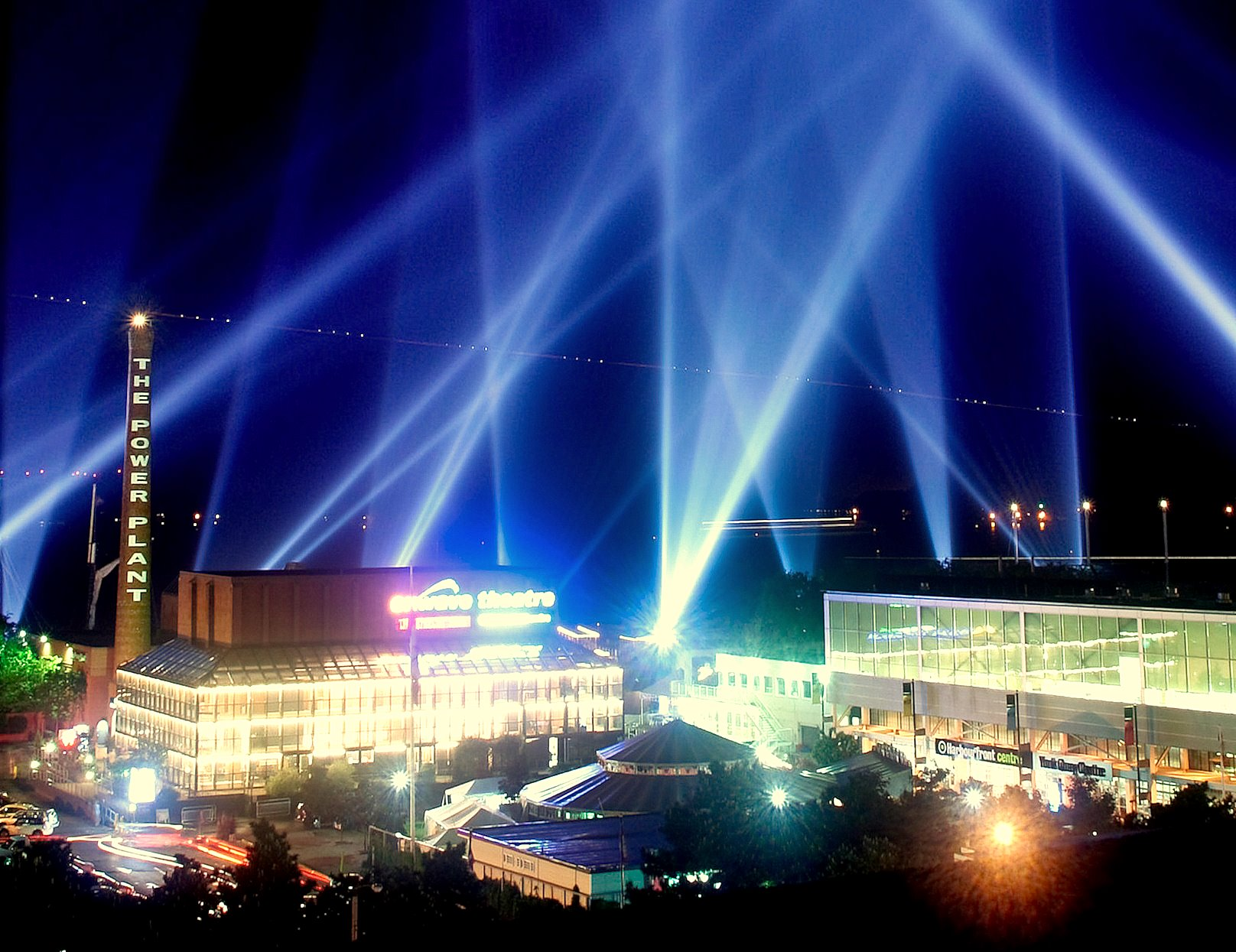
2007年、カナダのフェスティバルにて使用されるサーチライト

世界各国では、刑務所や発電施設といった主要公共施設や、国境線など重要警戒地における警備用として、また、広告としてもサーチライトは使用されている。
日本ではパチンコ店やラブホテルの目印として使用していることがある。後者については光害と呼べるほど強力なものも存在し、特定の地域で問題となっている。環境省策定の『光害対策ガイドライン』 では、サーチライトの広告利用を原則として許容していない。このガイドラインそのものには法的拘束力はないものの、岡山県の美星町の例をはじめとして、条例によりサーチライトの広告利用を規制する動きが広がりつつある。
世界同時多発テロで消滅したワールドトレードセンターの跡地では、現場で再開発が始まるまでの間、9月11日になるとサーチライトで二棟の建物の姿を再現した。